# Selim Amallah
Selim Amallah (Saint-Ghislain, Bélgica, 15 de noviembre de 1996) es un futbolista internacional marroquí que también posee la nacionalidad belga. Juega en la demarcación de centrocampista para el Real Valladolid C. F. de la Segunda División de España.

## Trayectoria
Debido a que su contrato finalizaba en junio de 2023, decidió no renovar con el Standard de Lieja, por lo que el club decidió separarlo y mandarlo al equipo filial. Acabó saliendo a finales de enero después de ser traspasado al Real Valladolid C. F., con el que firmó hasta junio de 2027. En lo que quedaba de temporada marcó dos goles en los siete encuentros que jugó. No pudo participar en los últimos partidos debido a una lesión que sufrió ante el Valencia C. F., equipo al que fue cedido en el mes de agosto con una opción de compra, a pesar de jugar los últimos minutos del primer partido de la temporada 2023-24 del equipo pucelano.

## Selección nacional
Hizo su debut con la selección de fútbol de Marruecos el 15 de noviembre de 2019 en un partido de clasificación para la Copa Africana de Naciones de 2021 contra Mauritania que finalizó con un resultado de empate a cero. Además disputó la Copa Africana de Naciones 2021.

### Participaciones en Copas del Mundo
| Mundial      | Sede  | Resultado     | Partidos | Goles |
| ------------ | ----- | ------------- | -------- | ----- |
| Mundial 2022 | Catar | Cuarto puesto | 7        | 0     |

### Participaciones en la Copa Africana de Naciones
| Copa Africana de Naciones      | Sede            | Resultado        | Partidos | Goles |
| ------------------------------ | --------------- | ---------------- | -------- | ----- |
| Copa Africana de Naciones 2021 | Camerún         | Cuartos de final | 5        | 1     |
| Copa Africana de Naciones 2023 | Costa de Marfil | Octavos de final | 3        | 0     |

### Goles internacionales
| # | Fecha                 | Estadio                                   | Oponente | Gol | Resultado | Competición                                          |
| - | --------------------- | ----------------------------------------- | -------- | --- | --------- | ---------------------------------------------------- |
| 1 | 9 de octubre de 2020  | Estadio Moulay Abdellah, Rabat, Marruecos | Senegal  | 1-0 | 3-1       | Amistoso                                             |
| 2 | 12 de octubre de 2021 | Estadio Moulay Abdellah, Rabat, Marruecos | Guinea   | 1-2 | 1-4       | Clasificación para la Copa Mundial de Fútbol de 2022 |
| 3 | 12 de octubre de 2021 | Estadio Moulay Abdellah, Rabat, Marruecos | Guinea   | 1-3 | 1-4       | Clasificación para la Copa Mundial de Fútbol de 2022 |
| 4 | 14 de enero de 2022   | Stade Ahmadou Ahidjo, Yaundé, Camerún     | Comoras  | 1-0 | 2-0       | Copa Africana de Naciones 2021                       |

## Clubes
Actualizado el 18 de mayo de 2025.
| Club                    | País          | Año           | Partidos | Goles |
| ----------------------- | ------------- | ------------- | -------- | ----- |
| Royal Excel Mouscron    | Bélgica       | 2015-2016     | 3        | 0     |
| AFC Tubize              | Bélgica       | 2016-2017     | 25       | 0     |
| Royal Excel Mouscron    | Bélgica       | 2017-2019     | 55       | 14    |
| Standard de Lieja       | Bélgica       | 2019-2023     | 97       | 31    |
| Real Valladolid C. F.   | España        | 2023          | 8        | 2     |
| Valencia C. F. (cedido) | España        | 2023-2024     | 22       | 0     |
| Real Valladolid C. F.   | España        | 2024-         | 25       | 4     |
| Total carrera           | Total carrera | Total carrera | 235      | 51    |

## Vida privada
Es primo del futbolista belga Maximiliano Caufriez.[cita requerida]